# 金黃天竺鯛
金黃天竺鯛，為輻鰭魚綱鱸形目鱸亞目天竺鯛科的其中一個種。

## 分布
本魚分布於西南太平洋區，包括澳洲北部及諾克福島海域。

## 深度
水深10至25公尺。

## 特徵
本魚體延長而側扁，眼大，口大略下位。體呈金黃色，側線明顯，從吻部至眼睛有一深色斑紋，尾柄部有一枚黑色斑點，體長可達9.6公分。

## 生態
本魚棲息於珊瑚礁區，白天躲藏於岩洞中，夜間出來覓食，屬肉食性，以小型底棲甲殼類為食。繁殖期時，雄魚具有口孵習性，卵約7日化成仔魚，由雄魚吐出，具短暫的仔魚飄浮期。

## 經濟利用
不具經濟價值。